# Travis
Travis är ett skotskt britpopband från Glasgow, som består av Fran Healy (sång, gitarr, piano), Dougie Payne (bas, bakgrundssång), Andy Dunlop (gitarr, banjo, keyboard, bakgrundssång) och Neil Primrose (trummor/slagverk). Travis har två gånger vunnit priset Årets brittiska skiva på de årliga BRIT Awards, och har inspirerat band och artister som; 
- Coldplay
- Keane
- The Killers
- Amy Macdonald
- Snow Patrol

Bandet har haft flera hitlåtar, bland dem "Sing", "Side", "Closer", "Why Does it Always Rain on Me?".

## Diskografi
- Good Feeling (1997)
- The Man Who (1999)
- The Invisible Band (2001)
- 12 Memories (2003)
- Singles (2004) (samlingsalbum)
- The Boy with No Name (2007)
- Ode to J. Smith (2008)
- Where You Stand (2013)